# Miguel Morrás
Miguel Morrás Mangado, nacido el 12 de febrero de 1976 en Sesma (Navarra) fue un ciclista profesional de España.

## Trayectoria
Vivió 6 años en París, volviendo más tarde a Sesma. Desde joven practicó deportes como el atletismo, judo, natación y especialmente fútbol, jugando en el Nogent-Sur-Marne en París (Francia). De vuelta a España jugó al fútbol en el Izarra  de Estella. Jugó en la Selección Navarra Cadete, llegando a disputar las semifinales del Campeonato de España.
Simultáneamente como ciclista formó parte del Club Ciclista Estella, logrando el Campeonato del Mundo de ciclismo Juvenil. Permaneció un año de amateur con Banesto y como profesional en ONCE Deutsche Bank. Su paso al ciclismo profesional se vio truncada por una grave lesión en la rodilla que le hizo abandonar la práctica del ciclismo con 23 años.
En 1999, tras su lesión se trasladó a Inglaterra donde realizó una Licenciatura de Económicas en Londres, siguiendo su formación en la London School of Economics y en la Stern School of Business en Nueva York.

## Palmarés
- Campeón del Mundo Junior de Fondo en Carretera en Quito, Ecuador (1994).

## Equipos
- ONCE (1996 - 1998)
- ONCE-Deutsche Bank (1999)